# 천주교 제주교구
천주교 제주교구(天主敎 濟州敎區，라틴어: Dioecesis Cheiuensis)는 1977년 3월 21일에 설정되어, 대한민국의 제주특별자치도를 관할하는 로마 가톨릭교회의 교구이다. 주교좌는 중앙성당이며, 주보 성인은 복되신 마리아의 원죄 없으신 잉태이다.

## 역대교구장
- 1대 현하롤드 대주교 (1971년 6월28일 ~ 1976년 3월1일, 지목구장) 누미디아의 튜부내의 명의 대주교
- 2대 박정일(미카엘) 주교 (1977년 4월15일 ~ 1982년 6월24일) 초대 정식교구장
- 3대 김창렬(바오로) 주교 (1983년 11월21일 ~ 2002년 9월2일) 2대 정식교구장
- 4대 강우일(베드로) 주교 (2002년 10월8일 ~ 2020년 11월 22일) 3대 정식교구장
- 5대 문창우(비오) 주교 (2020년 11월 22일 ~ 현재) 4대 정식 교구장

## 관할 지구 및 본당
- 시서부지구[제주시 서부](7개) : 주교좌 중앙, 노형, 서문, 신제주, 연동, 정난주, 하귀
- 시동부지구[제주시 동부](8개) : 광양, 김기량, 김녕, 동광, 동문, 세화, 조천, 화북
- 서부지구[서귀포시 서부, 제주시 일부](7개) : 고산, 금악, 모슬포, 신창, 애월, 한림, 화순
- 남부지구[서귀포시 동부](8개) : 남원, 새서귀포, 서귀복자, 서귀포, 성산포, 중문, 표선, 효돈, 우도(준본당)
  - 총 합계: 30개

## 교육기관
- 고등학교
  - 신성여자고등학교
- 중학교
  - 신성여자중학교
- 유치원
  - 까리따스 유치원 [제주시 아라일동]
  - 성 이시돌 유치원 (한림) [제주시 한림읍 대림리]
  - 성 이시돌 유치원 (신창) [제주시 한경면 신창리]
  - 해성유치원 [서귀포시]
  - 성신유치원 [서귀포시]
  - 성모유치원 [서귀포시]

## 의료기관
- 성이시돌복지의원